# Jüdischer Friedhof (Butschatsch)

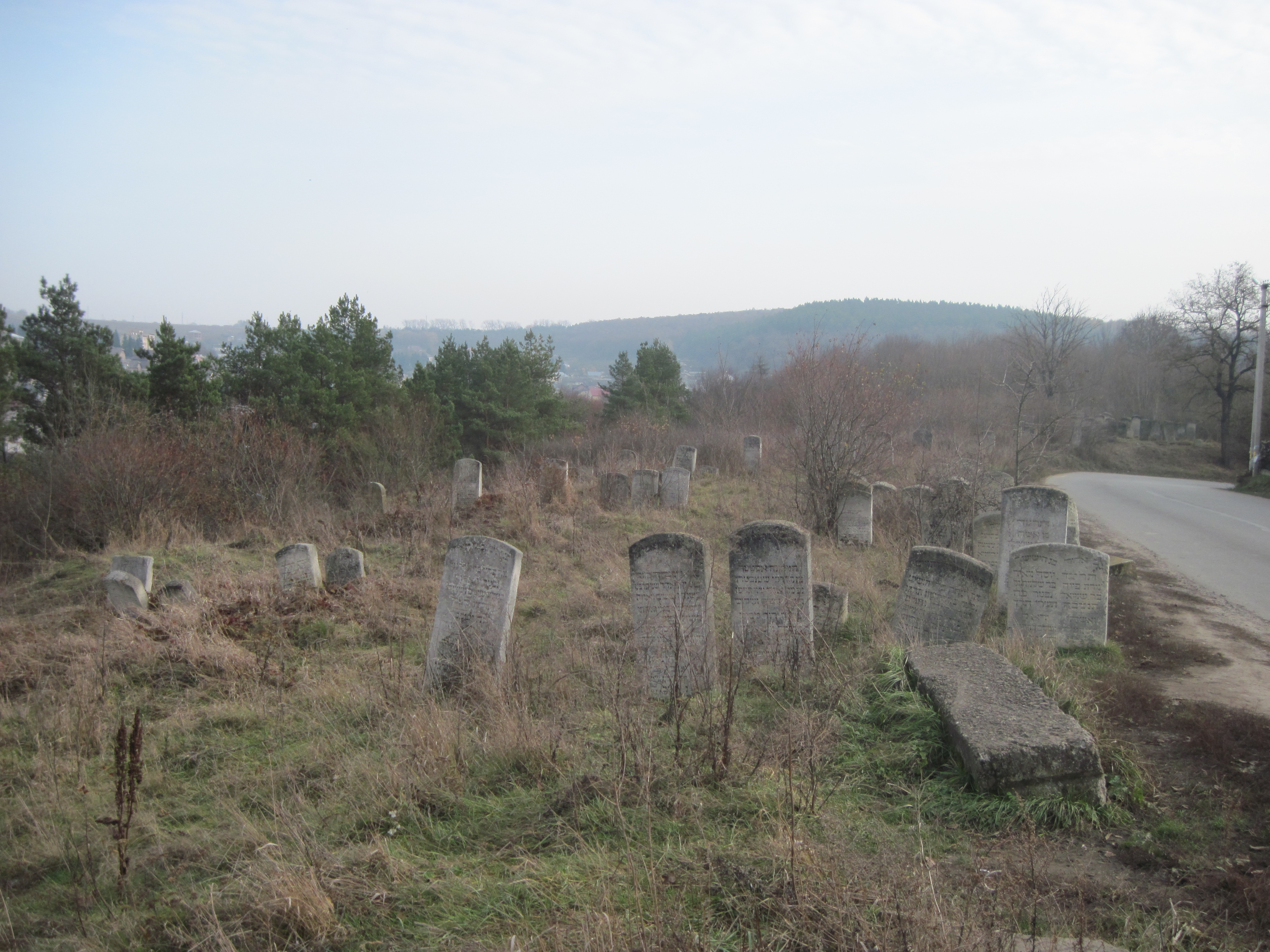
Jüdischer Friedhof in Butschatsch

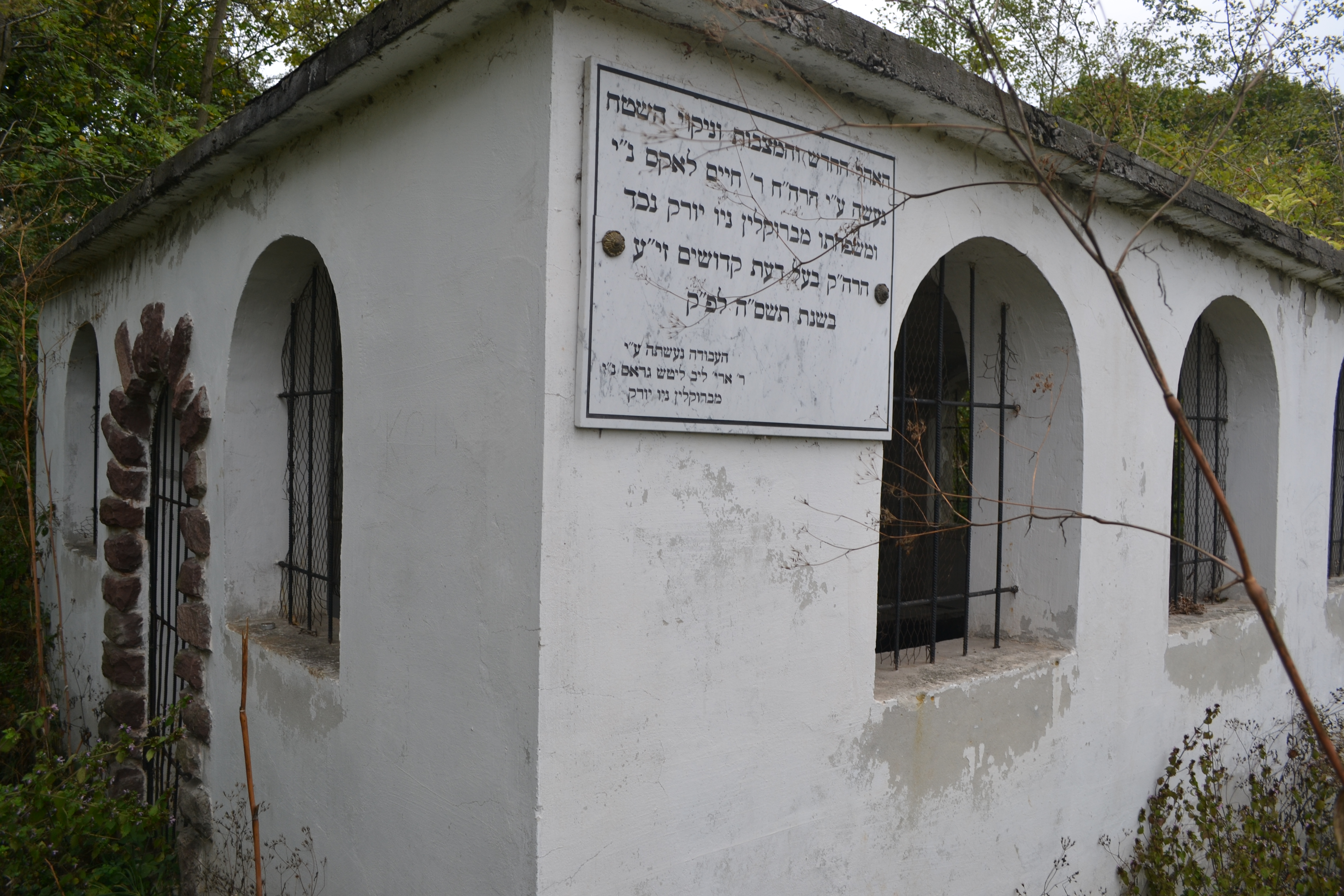
Rabbinergrab

Der Jüdische Friedhof in Butschatsch, einer Stadt in der Oblast Ternopil im Westen der Ukraine, wurde im 16. Jahrhundert angelegt. Die letzte Bestattung erfolgte im Jahr 1940.
Auf dem Friedhof an der Torhowa-Straße sind heute noch circa 500 Grabsteine erhalten.